# Tipos peligrosos
Tipos peligrosos (más tarde llamada Gente peligrosa) es una serie de historietas española creada por el dibujante Manuel Vázquez para  Ediciones B en 1988 que muestra chistes diversos sobre grupos de personas.

## Trayectoria editorial
Tipos peligrosos apareció por primera vez en el número 16 de la revista Súper Mortadelo de Ediciones B en 1988. Más tarde se recopiló en dos álbumes llamados Gente peligrosa (1993) y Más gente peligrosa (1994) por editorial Glénat. Varias de estas historietas aparecen también en Lo peor de Vázquez de Glénat.

## Argumento y personajes
La serie consistía en historietas de 2 a 4 páginas que contenían chistes diversos sobre un grupo de gente, por ejemplo: los aficionados al bricolaje, los envidiosos, los inoportunos, los deportistas, los inventores, los cuñados, etc. y también ocasionalmente otros grupos menos convencionales como los cazafantasmas o los que practican el vudú. Como en otras historietas del autor, Vázquez se dibuja a sí mismo en algunos chistes usando su leyenda, por ejemplo en la historieta dedicada a los coleccionistas, Vázquez aparece mostrando a un amigo su enorme colección...de deudas. Asimismo, la historieta dedicada a "los que se ponen a régimen" está protagonizada por Vázquez y sus infructuosos intentos de ponerse a dieta.
Anecdóticamente, en la primera historieta, Vázquez aparece presentando la serie en su mesa de dibujo con una bola atada al pie. En la bola aparecía escrito "Esclavo nº 1377. Propiedad del Grupo Z", pero las letras aparecieron tachadas en la publicación.

## Estilo
El estilo de dibujo de estas historietas es un punto intermedio entre el clásico de Bruguera y el trazo suelto directo a tinta de su última etapa.